# Seeheim
Seeheim este un oraș din Namibia, situat pe Fish River.